# الأراضي الشجرية الجافة (سقطرى)
تعتبر الأراضي الشجرية الجافة في جزيرة سقطرى منطقة بيئية أرضية تغطي جزيرة سقطرى الكبيرة والعديد من الجزر الأصغر التي تشكل أرخبيل سقطرى . تقع الأرخبيل في غرب المحيط الهندي ، شرقي منطقة القرن الأفريقي. وجنوب منطقة القرن الأفريقي. سياسيا، تعتبر الأرخبيل جزءًا من اليمن ، وتقع جنوب البر الرئيسي اليمني.